# Julie von Bielke
Julie von Bielke, född 1774, död 1845, var en norsk affärsidkare. 
Hon var dotter till hovmarskalk Henrik Christopher Frederik Bielke (1739–1789) och Helene Magdalene Storm (död 1808) och syster till Johan Christian August Bielke. 
Hon ärvde år 1813 andelar i Røros kobberverk i Trondheim, ett av stadens största företag, som uppgick till lika mycket som stadens största borgares förmögenheter. Hon hade fullmakt att sköta både sin och sina bröders intressen i detta företag, och hon, som bodde i Danmark, besökte regelbundet staden 1813–1843 för att tillvarata sin familjs intressen. Hon var en känd profil i staden och i dess affärsliv och blev också omtalad för sina många processer med myndigheterna. Hon var en omtalad person i Norge och anklagades vid ett tillfälle för att ha spelat en roll i att förråda Norge och dess självständighetssträvanden till Karl XIV Johan, något hon försvarade sig mot offentligt. 
Hon levde från 1840 som konventualinna i Danmark på Gisselfeld kloster for adelige jomfruer och i St. Johannes kloster i Slesvig.